# Odyssée martienne
Odyssée martienne (titre original : A Martian Odyssey) est une nouvelle de science-fiction de Stanley G. Weinbaum. C'est l'une des nouvelles les plus connues et les plus éditées de l’auteur.

## Intérêt de la nouvelle
Publiée au début des années 1930, la nouvelle présente la particularité de présenter un extraterrestre amical, attentif et sympathique, alors que la « mode », à l'époque, en littérature de science-fiction, était de considérer les extraterrestres, et notamment les Martiens, comme potentiellement agressifs et dangereux.

## Publications

### Publications aux États-Unis
La nouvelle est initialement parue en 1934 dans Wonder Stories.
Elle a été publiée dans divers recueils de l'auteur : 
- The Dawn of Flame (1936)
- A Martian Odyssey and Others (1949)
- A Martian Odyssey and Other Classics of Science Fiction (1962)
- A Martian Odyssey and Other Great Science Fiction Stories (1966)
- A Martian Odyssey and Other Science Fiction Tales (1974)
- The Best of Stanley G. Weinbaum (1974)
- Interplanetary Odysseys (2006)
- A Martian Odyssey : Stanley G. Weinbaum's Worlds of If (2008)

### Publications en France
La première traduction en français a eu lieu en 1954 dans Escales dans l'infini, éditions Hachette-Gallimard, collection Le Rayon fantastique no 26, sous le titre Odyssée martienne.
La nouvelle a été de nouveau publiée, notamment, dans Histoires de mondes étranges (1984, avec rééditions en 1989 et 2001).

### Publications dans d'autres pays européens
- en Italie : Odissea Su Marte (1963) / Un'odissea fra le dune (1982)
- en Allemagne : Mars-Odyssee (1970)
- aux Pays-Bas : Odyssee op Mars (1975) / Een Martiaanse Odyssee (1976)

## Résumé

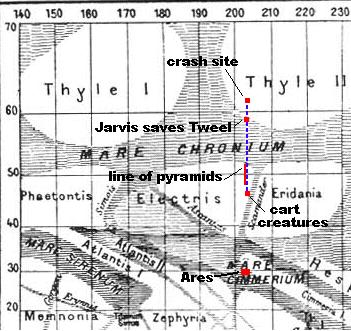
Le périple de Jarvis sur Mars.

Dick Jarvis, explorateur spatial, raconte aux membres de son équipe comment il a traversé les déserts et les prairies de Mars, en compagnie d'un étrange Martien amical. Cet extraterrestre, qu'il a surnommé Touil et qui ressemblait vaguement à une autruche, lui a montré quelques-uns des secrets les plus étranges de sa planète. Après une séparation forcée d'avec Touil, Jarvis est retourné au vaisseau spatial avec un étrange « œuf lumineux » susceptible de guérir nombre de maladies sur Terre.

### Lire la nouvelle
- (en) Possibilité de lire la nouvelle en version originale (texte tombé dans le domaine public)